# Plœuc-sur-Lié
Plœuc-sur-Lié (bretonsko Ploheg) je naselje in občina v francoskem departmaju Côtes-d'Armor regije Bretanje. Leta 2006 je naselje imelo 3.144 prebivalcev.

## Geografija
Kraj leži v pokrajini Bretaniji ob reki Lié, 22 km južno od središča Saint-Brieuca.

## Uprava
Plœuc-sur-Lié je sedež istoimenskega kantona, v katerega so poleg njegove vključene še občine Le Bodéo, La Harmoye, L'Hermitage-Lorge, Lanfains in Plaintel z 8.500 prebivalci.
Kanton Plœuc-sur-Lié je sestavni del okrožja Saint-Brieuc.